# Frank Bubenheim
Frank Bubenheim (* 1952 in Lindau (Bodensee)), nach Konversion zum  Islam Abdullāh as-Sāmit Frank Bubenheim, ist ein deutscher Übersetzer islamischer Texte.
Bubenheim wuchs als Sohn evangelischer Eltern auf. Da ihn der christliche Glaube nicht zufriedenzustellen vermochte, wandte er noch in den Jugendjahren sein Interesse anderen Religionen und Weltanschauungen zu. 1973 trat er zum sunnitischen Islam über. Nach zweijährigem Studium der Orientalistik in München und Tübingen studierte er in verschiedenen arabischen Ländern, zuletzt von 1977 bis 1981 an der Schari'a-Fakultät (Fakultät für islamische Theologie und islamisches Recht) der Universität von Jordanien in Amman, wo er den Grad eines Bachelors erlangte.
Abdullah as-Samit, „Allahs schweigsamer Diener“, wie sich der Autor seit seinem Übertritt zum Islam auch nennt, beherrscht neben seiner Muttersprache Deutsch das Arabische sowie einige der wichtigsten europäischen Sprachen. Ferner hat er Kenntnisse des Persischen, Türkischen, Urdu, Hebräischen und Aramäischen.
Nach dem Abschluss seines Studiums, bei dem er sich umfassende Kenntnisse des islamischen Rechts (fiqh), der Koran- und Traditionswissenschaften (Hadith) angeeignet und die Erlaubnis (idschâza), Koran-Rezitation zu lehren, erworben hatte, kehrte er nach Deutschland zurück, um für die Bekanntmachung mit dem Islam und für die deutschsprachigen Muslime, insbesondere in Zusammenarbeit mit dem Islamischen Zentrum Aachen (Bilal-Moschee), tätig zu sein. In dieser Zeit übertrug er eine Anzahl von Schriften aus dem Arabischen ins Deutsche oder wirkte bei ihrer Abfassung mit. So erstellte er im Auftrag des saudischen Religionsministeriums und gemeinsam mit Nadeem Elyas eine neue Übersetzung des Koran-Textes. Außerdem arbeitete er freiberuflich als vereidigter Dolmetscher und Übersetzer für Arabisch.
Seit 1993 lebt Abdullah Bubenheim mit seiner Familie wieder in Amman, von 1998 bis 2002 unterrichtete an der Al-al-Bayt-Universität in al-Mafraq (ca. 70 km nordnordöstlich von Amman) Deutsch und übersetzt auch weiterhin islamische Literatur ins Deutsche. 